# 진부초등학교
진부초등학교는 대한민국 강원특별자치도 평창군 진부면 하진부리에 있는 초등학교다.

## 학교 연혁
- 1921년 9월 13일 설립인가
- 1922년 1월 20일 진부공립보통학교 개교
- 1938년 4월 1일 진부공립심상소학교로 개칭
- 1941년 4월 1일 진부공립국민학교로 개칭
- 1981년 3월 9일 병설유치원 1학급 설립인가
- 1996년 3월 1일 진부초등학교로 교명 변경(법률 제5068호)
- 1999년 9월 1일 월정초등학교 분교로 편입
- 2012년 3월 1일 월정분교 본교로 통폐합
- 2015년 2월 11일 제88회 졸업식(60명 졸업, 총10734명)
- 2015년 3월 1일 15학급 편제(특수 1학급 포함)
- 2015년 3월 1일 제34대 김상섭 교장 취임
- 2017년 2월 10일 제90회 졸업식(50명 졸업, 총 10,839명)
- 2017년 3월 1일 제35대 전형주 교장 취임
- 2017년 3월 1일 13학급 편제(특수 1학급 포함)

## 참고 자료
- 진부초등학교 - 한국교육학술정보원 학교알리미